# Торнквист, Александр
Александр Иоханнес Генрих Торнквист (нем. Alexander Johannes Heinrich Tornquist; 18 июня 1868, Гамбург — 1 ноября 1944, Грац) — немецкий геолог и палеонтолог. Доктор философии.

## Биография
Изучал естественные науки в университетах Фрайбурга, Мюнхена и Гёттингена. В 1892 году стал доктором философии по геологии и палеонтологии.
С 1893 года читал лекции по палеонтологии в качестве приват-доцента Страсбургского университета, в 1901 году назначен профессором геологии и палеонтологии того же университета.
В 1907 году стал профессором Кёнигсбергского университета.
С 1914 года жил в Граце, читал лекции в Грацском техническом университете. В 1914 и 1933 годах был профессором минералогии и геологии технического университета Граца. Избирался его ректором.
Погиб в 1944 году во время воздушного налёта союзников на Грац.

## Научная деятельность
Как геолог, известен прежде всего своими работами в области Трансъевропейской шовной зоны и средиземноморской геологии. Его именем назван краевой шов Восточно-Европейской платформы — линия Тейсейра — Торнквиста. Польский геолог Вавжинец Тейсейр в 1893 году предположил существование подземной тектонической линии вблизи Карпатских гор. В рамках своей работы над геологическим атласом Галиции он нанёс на карту линию от Галиции на Украине до юго-восточной Польши. В 1908 году Александр Торнквист сделал вывод о продолжении зоны от Польши до Швеции в Скандинавии.
Торнквист пришёл к выводу, что от основной системы европейских каледонид, имеющей северо-восточное простирание, в районе Восточной Англии и Северного моря отходит побочная ветвь, простирающаяся сначала в востоко-юго-восточном, а затем в юго-восточном направлении (вдоль границы Восточно-Европейской древней платформы — линии Тейсейра — Торнквиста). Бассейн, за счёт которого возникла эта складчатая зона, получил в литературе название «моря Торнквиста». Море Торнквиста должно было соединяться с океаном Япетус где-то в центре современного Северного моря по типу тройного сочленения.
Как палеонтолог, изучал преимущественно ископаемых иглокожих и моллюсков.

## Избранные труды
- «Die Echiniden des Untercarbon der Südvogesen» (1897);
- «Die Samlungen von Dr. Stuhlmann in Deutschostafrika» («Mitth. wiss. Aust.», Гамбург, 1893); * «Die degenerierten Perisphincten des Kimmeridge von Le Havre» («Schweiz, paläont. Ges.», 1897);
- «Neue Beiträge zur Geodäsie und Paläontologie der Umgehung von Recoaro und Schio» («Jahrb. d. Deutsch, geol. Ges.», 1898—1900);
- «Beitrag zur Kenntnis der Gattung Archaeocidaris» («Neues Jahrb. f. Min. Geol. u. Pal.», 1898).
- «Das vicentinische Triasgebirge. Eine geologische Monographie» (1901);
- Geologischer führer durch ober-Italien (1902);
- Die oberitalienischen Seen (1910);
- Grundzüge der geologischen Formations- und Gebirgskunde für Studierende der Naturwissenschaften, der Geographie und des Bergfaches (1913);
- Geologie (учебник, 1916);
- Grundzüge der allgemeinen Geologie, für Studierende der Naturwissenschaften, der Geographie und der technischen Wissenschaften (1916)

Его дочь Эрика в 1926 году вышла замуж за сценографа Каспара Неера.